# 호암초등학교 (경남)
호암초등학교는 대한민국 경상남도 함안군에 있는 공립 초등학교이다.

## 학교 연혁
- 2007년 9월 1일: 개교, 초대 최한민 교장 부임
- 2008년 3월 6일: 병설유치원 1학년 창설
- 2009년 4월 29일: 교기 창단
- 2010년 9월 1일: 제2대 박덕주 교장 부임
- 2018년 2월 13일: 졸업식

## 참고 자료
- 호암초등학교 - 한국교육학술정보원 학교알리미